# Batalla de Rivas (1855)
La batalla de Rivas del 29 de junio de 1855, conocida también como primera batalla de Rivas, es un conflicto bélico que se llevó a cabo en Rivas, Nicaragua, durante la guerra civil de Nicaragua de 1854-1857, entre las fuerzas del bando democrático, apoyadas por los filibusteros de William Walker, y el bando legitimista, con la victoria de estos últimos.

## Antecedentes
El 16 de junio de 1855, William Walker, al mando de un grupo de 57 filibusteros desembarca en el puerto nicaragüense de El Realejo (Océano Pacífico). Venían contratados por Francisco Castellón Sanabria y Máximo Jerez Tellería, del bando democrático, liberales leoneses que se había alzado en contra del gobierno del presidente legitimista Fruto Chamorro Pérez, el cual había muerto el 12 de marzo del mismo año en la ciudad de Granada. 
Aunque el objetivo del bando democrático era que los filibusteros ayudaran a obtener la victoria sobre el bando legitimista, William Walker traía sus propios planes: quería consolidar su presencia en el sur de Nicaragua y el norte de Costa Rica para garantizarse una posición estratégica en cualquier negociación para una eventual construcción de un canal interocéanico en la Vía del Tránsito, en aquella época, objeto de disputa entre los Estados Unidos y el Reino Unido. 
El 20 de junio de 1855, Castellón Sanabria, Supremo Director provisorio del Estado (en rebelión) mediante Decreto otorga el grado de coronel del ejército democrático a Walker.

## Desarrollo
El 23 de junio de 1855, la falange filibustera dirigida por William Walker desembarca en “El Gigante” (Océano Pacífico) con el objetivo de atacar la ciudad de Rivas. Al día siguiente, toman el pueblo de Tola, en ruta hacia Rivas. 
William Walker y fuerzas del bando democrático atacan la ciudad de Rivas el 29 de junio de 1855 y resultan derrotados por los fuerzas del bando legitimista. 
La  refriega, que forma parte de la Guerra Civil de Nicaragua (1854-1856), es  recordada por la acción heroica del maestro Enmanuel Mongalo y Rubio y el obrero Felipe Neri Fajardo, ambos nicaragüenses, quienes se ofrecieron como voluntarios para incendiar la casona de Don Máximo Espinoza, lugar donde estaban resguardados los filibusteros.
Derrotados, los democráticos y los filibusteros se retiran hacia el puerto de San Juan del Sur.

## Cultura popular
La quema de la casona de Máximo Espinosa (llamada erróneamente "la quema del mesón") fue representada en el reverso de los billetes de 20 córdobas, series A y B de 1990 y 1995, respectivamente, junto con la efigie de Mongalo mientras que en el anverso estaba la efigie del general Augusto C. Sandino. Mongalo y Rubio es reconocido como héroe nacional de Nicaragua y en honor a su gesta patriótica el 29 de junio ha sido declarado "Día del Maestro nicaragüense".

## Obras consultadas
- Calvo Mora., Joaquín Bernardo (1909). La campaña nacional contra los filibusteros en 1856 y 1857: Breve reseña histórica. San José: Tipografía Nacional. ISBN 9968-936-55-3..
- Obregón Loría., Rafael (1991). Costa Rica y la guerra contra los filibusteros. Museo Histórico Cultural Juan Santamaría. ISBN 9977-953-13-9.
- Coto Conde, José Luis. Documentos históricos del 56. San José: Imprenta Nacional, 1985.
- Crónicas y comentarios. Comisión de investigación histórica de la campaña de 1856-1857. San José: Imprenta Universal. 1956.

- Datos: Q5452531